# Gustine (Teksas)
Gustine – miasto w Stanach Zjednoczonych, w stanie Teksas, w hrabstwie Comanche.